# Russula viridirubrolimbata
Palomet bicolore
Espèce
Russula viridirubrolimbata, de son nom japonais Futa-iro-bénitaké フタイロベニタケ (二色紅茸) qui peut être traduit palomet bicolore, est une espèce de champignons basidiomycètes comestibles de la famille des Russulacées.

## Taxinomie et synonymes
Russula virescens f. erythrocephala Hongo (1966) , Memoirs of the Faculty of liberal arts and education, Shiga University natural science, 16, p. 60
Russula viridirubrolimbata J.Z. Ying (1983), Acta mycologica Sinica, 2(1), p. 34 (Basionyme)
Russula erythrocephala (Hongo) Hongo (1987), Nippon Kingakkai nyusu, 1987, p. 8 (?) (nom. inval.)
Commentaires : décrite du Japon (Shiga et Kyôto) comme une forme rougeâtre et cocardée de Russula virescens (le palomet y est également un champignon très recherché), elle a été retrouvée en Chine (Guangxi et Yunnan) par Ying dans un habitat similaire. Probablement conspécifique ou simple forme de virescens.

## Description
- Chapeau de 5,5 à 8 cm de diamètre, surface légèrement visqueuse par temps humide, subveloutée, rouge carmin à Marocain, vite craquelée en petites plaques montrant la chair rose sous-jacente, sauf au centre qui est souvent vert sombre. Marge courtement striée-tuberculée. Intensité du rouge très variable, le pigment vert étant plus ou moins résistant[1].
- Lames presque libres, serrées, blanches, parfois fourchues.
- Stipe : blanc, réaction nulle ou presque au sulfate de fer (rose très pâle). Réaction cassis au phénol, de 4 à 6 x 1,2 à 2 cm, épais, égal ou appointi en bas, blanc, un peu rivulé, spongieux-farci.
- Chair : Immuable, assez épaisse, plutôt compacte, blanche. Saveur douce. Odeur imperceptible.
- Sporée blanche.
- Spores largement ovoïdes, 7-8 x 5,5-6,5 µm, finement ponctuées de verrues discrètement réticulées, non amyloïdes.

## Comestibilité
Comme le Palomet d'Europe (également présent au Japon) dont elle ne diffère que par la teinte plus ou moins rougeâtre du chapeau et l'habitat, c'est un excellent comestible, sans doute la meilleure des russules.

## Confusions possibles
Elle peut être confondue avec la Russule vert-de-gris et la Russule craquelée.

## Habitat
Sous feuillus ou conifères, solitaire ou disséminées sur le sol des forêts mixtes Pinus-Quercus.